# Roger Barberot
Pour les articles homonymes, voir Barberot.
Roger Barberot, né le 20 janvier 1915 à Cherbourg(Manche) et mort le 14 novembre 2002 à Clichy (Hauts-de-Seine), est un militaire, homme politique et ambassadeur français.

## Jeunesse
Roger Barberot est né à Cherbourg, dans le Cotentin, le 20 janvier 1915. Il est le fils de Philippe Barberot, officier de marine, et de Jeanne Oligner, d'une famille de banquiers de Commentry, dans l'Allier. Il est aussi le neveu de l'officier et théoricien militaire Charles Barberot. Il est élève au collège Stanislas à Paris, de 1923 à 1927, au collège Saint Joseph puis au lycée de Toulon jusqu'en 1930. En octobre 1930, il revient au collège Stanislas en classe de 1re. Il y fait la rencontre de Maurice Bourgès-Maunoury et de Roger Frey. Il y prépare, sous l'insistance de son père, le concours de l'École navale auquel il échoue à plusieurs reprises[Information douteuse] avant de le réussir finalement au lycée de Toulon en 1935. Après son passage sur la Jeanne d'Arc, il échoue aux examens de sortie de l'école d'application et passe en congé avec solde de réforme. Il met à profit cette année pour se livrer à la création artistique, chez Othon Friesz et Edmond Ceria,.

## La France libre
À la déclaration de guerre, son père, qui commande le front de mer de Toulon, intervient pour qu'il soit mobilisé dans la marine. Roger Barberot navigue sur le croiseur Tourville. Au moment de l'armistice il est à Alexandrie et rejoint un petit groupe qui refuse d'arrêter le combat avec André Patou et Honoré d'Estienne d'Orves. Il diffuse des tracts appelant à la poursuite des combats et est mis aux arrêts. Il s'évade le 5 juillet 1940,. Le 20 juillet, il est lieutenant dans le 1er bataillon d'infanterie de marine, engagé dans la 8e armée britannique. Il est engagé à Sidi-Barrani, Sollum, Bardia, Tobrouk, Benghazi, et El Agueila en Libye,. Il est cité à l'ordre de l'armée et fait Compagnon de la Libération le 7 mars 1941.
Il est poursuivi par les tribunaux français du régime de Vichy pour désertion le 17 septembre 1940, condamné à 20 ans de détention par contumace le 13 novembre, déchu de sa nationalité française le 23 mai 1941 et condamné à mort le 4 juin 1941.
En avril 1941, il rejoint la 13e demi-brigade de Légion étrangère en Érythrée. Chef de section de la 1re compagnie, il combat en Syrie, en Libye et en Tunisie. Il y rencontre pour la première fois Jacques Pâris de Bollardière, dont il deviendra par la suite un ami proche. Le 10 juin 1942, il participe à l'exfiltration des Forces françaises libres à Bir Hakeim. En octobre 1942, son groupe est engagé dans la diversion française d'El Alamein, puis il quitte la Légion.
En juin 1943, il rejoint le 1er régiment de fusiliers marins que constitue Hubert Amyot d'Inville. Il se rend à Casablanca pour percevoir du matériel américain qui équipera l'unité, devenue unité de reconnaissance. Il prend le commandant du 1er escadron en 1944 qui arrive à Naples le 25 avril. Le 5 mai, l'unité est engagée dans l'offensive du Garigliano. Roger Barberot et son unité s'illustrent à San Andrea et parviennent à enfoncer les défenses allemandes. Le général de Gaulle le décore de la Légion d'honneur le 18 mai 1944. C'est la première Légion d'honneur attribuée à titre individuel par le Gouvernement provisoire de la République française.
En août 1944, le 1er RFM débarque à Saint-Tropez. Le 23 août, l'escadron de Barberot marche sur Toulon où la résistance s'oppose aux Allemands. Puis l'unité est engagée en pointe pour la remontée du Rhône et entre la première à Lyon le 3 septembre. Elle s'arrête devant la résistance allemande en Lorraine. Le 27 septembre 1944, son escadron libère Clairegoutte, et fait 260 prisonniers. Le 6 octobre, il attaque et enlève Ronchamp. Le 8 octobre, il enlève la cote 820. Le 20 novembre, il enlève Plancher-Bas, puis Rougegoutte le 22, Rougemont-le-Château le 27,. En mars, la 1re division française libre dont fait partie son unité, est retirée du front Est sans entrer en Allemagne et redéployée dans les Alpes où elle livre les derniers combats dans l'Authion. À la fin du conflit, Barberot est l'officier de marine français le plus cité. Le 30 avril, l'ensemble de ses condamnations par Vichy est annulé.

## Le Rassemblement du peuple français
Roger Barberot devient capitaine de corvette en décembre 1945 puis capitaine de frégate en 1947. Au retour du général de Gaulle dans l'arène politique en 1947, il est dégagé des cadres et rejoint l'état-major du RPF dont il reçoit la carte no 64 en juillet. Il devient chargé de mission au Bureau d'organisation politique avec Pierre de Bénouville. En 1948, il participe à la tournée politique en province du général en vue des élections, et mobilise les réseaux des anciens de la France libre et de la Résistance. En juillet 1948, il rejoint le comité chargé des questions de la défense nationale du RPF. Roger Barberot se retire finalement du mouvement. En 1954, il accompagne une expédition anthropologique en Équateur, dans la cordillère des Andes.

## La guerre d'Algérie
En juin 1956, Roger Barberot demande son rappel dans l'armée. Nommé colonel, il obtient le commandement d'une demi-brigade de l'armée de l'air, formée de réservistes rappelés. La nouvelle unité débarque à Alger le 22 juillet 1956. Sous le commandement du général de Bollardière, Roger Barberot élabore une nouvelle stratégie autour du principe de la nomadisation. Il s'agit de renforcer la proximité avec la population et de mettre en échec le FLN. Le 15 septembre sont créés les "Commandos Noirs". Jean-Jacques Servan-Schreiber se retrouve mobilisé dans l'unité et se lie avec Barberot (il racontera son expérience dans Lieutenant en Algérie). Roger Barberot se lie aussi avec le colonel Argoud, qui commande le 3e chasseur d'Afrique, limitrophe avec la demi-brigade. Toutefois, la démobilisation des premiers appelés menace l'expérience, Bollardière et Barberot s'opposent de plus en plus à d'autres éléments de l'armée et à certains Pieds-noirs. La publication des articles de Servan-Schreiber, la prise de position de Bollardière contre la torture et sa mise aux arrêts entraînent la démission de Roger Barberot en avril 1957. Il publie un témoignage : Malaventure en Algérie et reprend une activité politique. De sensibilité sociale, il rencontre Mendès-France en novembre 1957 afin de trouver un soutien au projet gaulliste.

## Ambassadeur
Le retour du général de Gaulle au pouvoir remet Roger Barberot dans l'action politique. Il devient membre du comité directeur du Centre de la Réforme Républicaine, adhérent à l'UDT. Il se proclame «gaulliste de gauche» et se présente aux élections législatives à Paris en mai 1958, mais échoue face à Jean Baylot. Il intègre ensuite le ministère de l'Éducation nationale, auprès d'André Boulloche. En décembre 1960, le général de Gaulle le nomme ambassadeur de France en République centrafricaine, à Bangui. Sur place, il se lie d'amitié avec le général Marcel Bigeard. Il est ensuite ambassadeur de France en Uruguay, à Montevideo. Cette nomination est interprétée comme une continuité de la tournée du général de Gaulle en Amérique du Sud. Néanmoins, Roger Barberot estime ne pas disposer de suffisamment de moyens et manifeste rapidement le souhait de revenir en France. En mars 1967, il se présente à la législative dans la 3e circonscription de l'Essonne, face à Pierre Juquin, et il est à nouveau battu. En avril 1968, il prend la direction du Bureau du développement de la production agricole (BDPA).
Proche de Jacques Foccart depuis sa période africaine, durant les événements de mai 1968, il participe activement à l'organisation des forces anti-révolutionnaires et de la manifestation de soutien au général, le 30 mai,. Candidat dans la 11e circonscription des Hauts-de-Seine, il est encore battu, parvient à faire invalider l'élection de Guy Ducoloné (PCF) mais échoue encore lors de l'élection partielle consécutive en décembre.

## La période trouble du post-gaullisme
À la tête du BDPA, Roger Barberot doit affronter trois affaires successives. D'abord, son ministère de tutelle souhaite supprimer l'organisation en la fusionnant avec un autre organisme, la SATEC. Roger Barberot entame un plan d'économies radicales, qui permet fin décembre 1969 à l'organisme de survivre. En avril 1971 éclate l'affaire Delouette, qui vaut à Roger Barberot une réputation d'agent secret et de « barbouze ». Roger Delouette ancien membre du SDECE et employé du BDPA est arrêté aux États-Unis avec un chargement d'héroïne. Il met en cause le colonel Fournier (Dubois) du SDECE comme organisateur du trafic. Ses fausses accusations, amplifiées par un procureur du New Jersey nommé Stern, modifient les dimensions de l'affaire. Elles donnent naissance à des rumeurs et des intrigues aboutissant à la mise en cause du S.D.E.C.E. Roger Barberot, cité dans l'affaire, dénonce à la radio une opération de déstabilisation politique et n'est pas inculpé. Le colonel Fournier ne sera pas inquiété, les vrais fournisseurs de Delouette seront identifiés, arrêtés et condamnés. Delouette lui-même sera condamné à cinq ans de prison aux États-Unis.
Enfin l'affaire de l'île de Ré, au même moment, achève de ternir son image et celle du BDPA, présenté comme une officine de couverture. Un promoteur immobilier, M. Souchère, se dit victime d'une tentative de racket. Le 13 avril 1972, Roger Barberot est condamné en appel par le tribunal de Poitiers à 2 millions de francs d'amende, solidairement avec Philippe Dechartre et Beaujolin. Barberot conserve la confiance du gouvernement, mais démissionne du BDPA le 17 mai 1973. Il dénonce dans cette troisième affaire, qui le meurtrit profondément et le met dans une situation financière difficile, une manipulation orchestrée par l'ancien député Patrice Bougrain-Dubourg, habitant de l'île de Ré, lui aussi membre du CADIR et employé par le BDPA, qui aurait été lié financièrement à Souchère.

## Ses derniers engagements
En juin 1973, Roger Barberot est nommé administrateur supérieur des Terres australes et antarctiques françaises. Il lance plusieurs projets autour des infrastructures et la grande pêche ainsi que l'émission de timbres philatéliques. Il quitte son poste en 1980. Jusqu'à sa mort le 14 novembre 2002, il se consacre à des activités artistiques, dont la peinture. Il apporte son soutien à la candidature de Jean-Pierre Chevènement aux élections présidentielles de 2002. Il meurt le 14 novembre 2002. Un timbre des Terres australes et antarctiques françaises à son effigie est édité en 2005.

## Décorations
Roger Barberot est l’officier de marine français le plus décoré de la Seconde Guerre mondiale. Parmi ses décorations, on compte :
- Grand officier de la Légion d'honneur
- Compagnon de la Libération (décret du 7 mars 1941)
- Grand officier de l'ordre national du Mérite
- Croix de guerre 1939–1945 (11 citations)
- Médaille de la Résistance française, avec rosette par décret du 3 aout 1946[45]
- Distinguished Service Cross[46] (États-Unis)
- Grand officier de l'ordre du Mérite centrafricain
- Commandeur de l'ordre National du Niger
- Commandeur du Nichan el Anouar.

## Publications
- Fusiliers Marins, Paris, France-Empire, 1947 ;
- Héros de la Mer, La Jeune Parque, 1951 ;
- Ceux d'Algérie: Lettres de Rappelés / précédées d'un débat entre Jean-Yves Alquier, Roger Barberot, Raoul Girardet, Michel Massenet et Thierry Maulnier, Plon, 1957 ;
- Malaventure en Algérie avec le général Pâris de Bollardière, Paris, Plon, 1957, 243 p. (OCLC 419920100) ;
- À bras le cœur, Paris, Robert Laffont, 1972, 466 p. (OCLC 482814370) ;
- Brouillards et pièges, Neuilly-sur-Seine, Labarelly, 1977